# André Sainte-Laguë
André Sainte-Laguë (Castèlgelós, 20 d'abril de 1882 - 18 de gener de 1950) va ser un matemàtic francès que va ser un pioner en l'àmbit de la teoria de gràfics. La seva investigació sobre mètodes d'assignació d'escons (publicada el 1910) va donar lloc a un sistema anomenat en el seu honor, el Mètode Sainte-Laguë.